# Duruelo
Duruelo – miejscowość i gmina w Hiszpanii, w prowincji Segowia, w Kastylii i León, o powierzchni 17,26 km². W 2011 roku gmina liczyła 176 mieszkańców.